# Sarah Edmondson
Sarah Edmondson (Vancouver, 27 giugno 1977) è un'attrice canadese.

## Biografia
La sua carriera iniziò in giovane età, quando iniziò a recitare nel teatro ebraico per l'infanzia e nella Lord Byng Theatre Company. Dopo il diploma in arti teatrali presso la Concordia University si trasferì a Montréal per diversi anni; ritornata a Vancouver fu molto attiva in campo cinematografico, teatrale, televisivo, radiofonico e d'animazione, prendendo anche parte a numerosi film indipendenti. Ha preso parte a molte serie televisive come Hai paura del buio?, Student Bodies, Un lupo mannaro americano a scuola, Stargate SG-1, Andromeda e Godiva's. Dopo numerosi ruoli minori in film TV avrà il suo primo ruolo ricorrente nella commedia CBC Edgemont. 
È conosciuta in patria per aver dato la voce a vari personaggi dei cartoni animati di Barbie, Bratz e Polly Pocket oltre che Lori in Transformers: Cybertron ed Atlanta in Class of Titans, nonché per il ruolo di Tea Stilton nella serie TV d'animazione ispirata alle avventure di Geronimo Stilton. Ha lavorato con Jennifer Beals in Lifetime MOW ed ha avuto ruoli ricorrenti in serie televisive come Zixx e Psych.
È inoltre una sceneggiatrice professionista, ed ha esordito con la sua prima sceneggiatura nel 2005 in Dead Bird allo Chutzpah Festival.
Nel 2007 è stata nominata ai Leo Award nella categoria Migliore sceneggiatrice di un film breve per Sparklelite Motel.

## Filmografia

### Televisione
- Sfilata con delitto (Hostile Makeover), regia di Jerry Ciccoritti – film TV (2009)
- Il mistero dei capelli scomparsi (Killer Hair), regia di Jerry Ciccoritti – film TV (2009)

## Doppiatrici italiane
Nelle versioni in italiano delle opere in cui ha recitato, Sarah Edmondson è stata doppiata da:
- Beatrice Margiotti in Sfilata con delitto, Il mistero dei capelli scomparsi
- Emilia Costa in Fringe
- Renata Bertolas in Continuum
- Selvaggia Quattrini in Due cuori e un cane